# مونتانيخوس
بلدية مونتانيخوس (بالإسبانية: Montanejos)‏، هي إحدى بلديات مقاطعة كاستيلون التي تقع في منطقة بلنسية، في شرق إسبانيا.
يبلغ عدد سكانها 500 نسمة وفقاً لإحصائية سنة (2006).